# Efes
Efes este un oraș antic (azi în ruină) pe coasta de vest a Asiei Mici, la sud de Izmir. A fost întemeiat în secolul XI î.Hr. de coloniști ionieni (greci), devenind în cursul timpului unul din cele mai dezvoltate centre religioase și comerciale. S-a aflat, rând pe rând, sub diferite ocupații străine. Templul zeiței Artemis din Efes, construit în secolul VI î.Hr., una din cele 7 minuni ale lumii antice, a fost incendiat în anul 356 î.Hr., de un cetățean din Efes cu numele de Herostrat, din dorința de a deveni celebru. Orașul a fost ocupat de romani în anul 133 d.Hr., devenind capitala provinciei romane Asia. A suferit pierderi însemnate la cutremurele de pământ din anii 358 și 365 d.Hr. În secolul VII d.Hr., Efesul a decăzut.
În Efes a activat o anumită perioadă apostolul Pavel, probabil și Apostolul Ioan. Conform tradiției creștine, în imediata apropiere a orașului ar fi locuit Fecioara Maria (la poarta Panaghia Kapuli), iar în interiorul orașului, Luca Evanghelistul.
La Efes au avut loc trei concilii (sinoade) bisericești: în 190 d.Hr. (conciliu convocat de Policrat pentru a fixa data sărbătoririi Paștelui), în 431 d.Hr. (sub împăratul Teodosiu al II-lea, la care s-a condamnat nestorianismul si s-a stabilit dogma întrupării lui Iisus Hristos) și în 449 d.Hr. (la care s-a susținut monofizitismul).
Aria arheologică actuală cuprinde vestigii importante din perioada elenistică și romană (agora, forum, odeon, biblioteca lui Celsus, stadion etc), precum și din epoca bizantină (ruine de biserici).

## Galerie de imagini

Efes – Odeonul (sec.II î.Hr.)
Efes - Nimphäum-ul lui Traian (102-114 d.Hr.)
Efes - Templul lui Hadrian (127 d.Hr.)
Efes – Biblioteca lui Celsus (114-125 d.Hr.)
Efes - Agora
Efes - Aleea Arcadelor (spre fostul port)
Efes – Stadionul (sec.IV î.Hr.)
Efes – Rămăşiţele templului zeiţei Artemis (sec.VI î.Hr.)